# Laurence de Monaghan
Pour les articles homonymes, voir Mahon de Monaghan.
Laurence Mahon de Monaghan, dite Laurence de Monaghan, née le 11 novembre 1954, est une actrice française.

## Biographie
Repérée par Éric Rohmer en 1970 pour son film Le Genou de Claire, cinquième de ses Six contes moraux, tourné autour du lac d'Annecy (prix Louis-Delluc), Laurence de Monaghan va par la suite jouer principalement dans des séries et films pour la télévision (notamment pour Marcel Camus) jusqu'à la fin des années 1970, lorsqu'elle décide de mettre un terme à sa carrière cinématographique pour devenir avocate au barreau de Paris (7e arrondissement), en 1981.

De sa rencontre avec Éric Rohmer, le réalisateur ayant donné le plus d'ampleur à sa courte carrière cinématographique, elle dit : 

« Il essayait de prendre contact avec moi, sans tellement parler. Il venait à la maison, une heure, deux heures. Il me regardait. Il cherche à capter le plus profond de vous-même. »

## Filmographie

### Cinéma
- 1970 : Le Genou de Claire d’Éric Rohmer : Claire
- 1972 : L'Amour l'après-midi d’Éric Rohmer : Femme lors de la séquence du rêve
- 1973 : L'Impossible objet de John Frankenheimer : Cleo (en tant que Laurence de Monagham)
- 1975 : Thomas de Jean-François Dion : Christine
- 1978 : Va voir maman, papa travaille de François Leterrier : Christine
- 1979 : L'Esprit de famille de Jean-Pierre Blanc : Claire

### Télévision
- 1972 : Talleyrand ou le Sphinx incompris de Jean-Paul Roux : Pauline de Périgord
- 1973 : Les écrits restent de Pierre Bureau : Isabelle Latel
- 1973 : Molière pour rire et pour pleurer (mini-série) de Marcel Camus : Mme de La Vallière
- 1974 : Le Bon Samaritain de René Gainville : Lise
- 1974 : Le Colchique et l'Étoile de Michel Subiela : Aline
- 1976 : Adios d'André Michel : Josette
- 1977 : Le Temps d'une république, épisode Marthe, 19 ans en 18 de Roger Kahane
- 1978 : Ce diable d'homme
- 1978 : Les Grandes Conjurations, épisode Le Connétable de Bourbon de Jean-Pierre Decourt : Claude de France
- 1979 : Le Roi qui vient du sud (mini-série) de Marcel Camus et Heinz Schirk (de)